# 天主教曼托瓦教區
天主教曼托瓦教區（拉丁語：Dioecesis Mantuana），是義大利一個天主教教區。屬米蘭總教區。
教區包括曼托瓦省的大部分，以及克雷莫納省東北部。2004年有教友345,280人，佔總人口95.0%。有168個堂區、司鐸246名。現任教區主教為羅伯·布斯蒂。

## 歷史
傳統上教區被認為成立於804年，但其確實成立時間可能早在7世紀。1452年4月13日教區由阿奎萊拉教省轉為聖座直轄。1820年12月9日轉屬米蘭。